# Estació del Nord (València)
L'Estació del Nord (oficialment, València-nord, i antigament també coneguda com a València-terme) és la principal estació de ferrocarril de la ciutat de València i un dels monuments més emblemàtics de la seua arquitectura civil.
Està previst que el trànsit ferroviari que ara acull es trasllade a la nova estació de València-Parc Central, mig quilòmetre al sud de l'actual, quan el Tren d'Alta Velocitat arribe a la ciutat en ample de via internacional (1435 mm), i es considera la possibilitat que l'edifici actual es convertisca en espai d'oci, cultural o museístic. En el seu centenari, el 8 d'agost de 2017 el Ministeri de Foment anuncià una inversió de sis milions i mig d'euros per a renovar l'estació.

## Línia
- Línia 300 (es) (Madrid - València)
- Línia 314 (es) (València - Liria)
- Línia 600 (Sant Vicenç de Calders - València)

## Ubicació
Construïda entre 1906 i 1917 per Ferrocarrils del Nord sobre un enorme solar que havia restat lliure enmig d'una ciutat en plena transformació urbanística, l'Estació del Nord se situa en el centre de la capital valenciana, al costat de la plaça de bous i a només 250 m de l'ajuntament.
L'estació s'ubica al carrer de Xàtiva, junt a l'estació de Xàtiva, i molt pròxima a les de Bailén, Plaça d'Espanya i Alacant (encara en construcció).

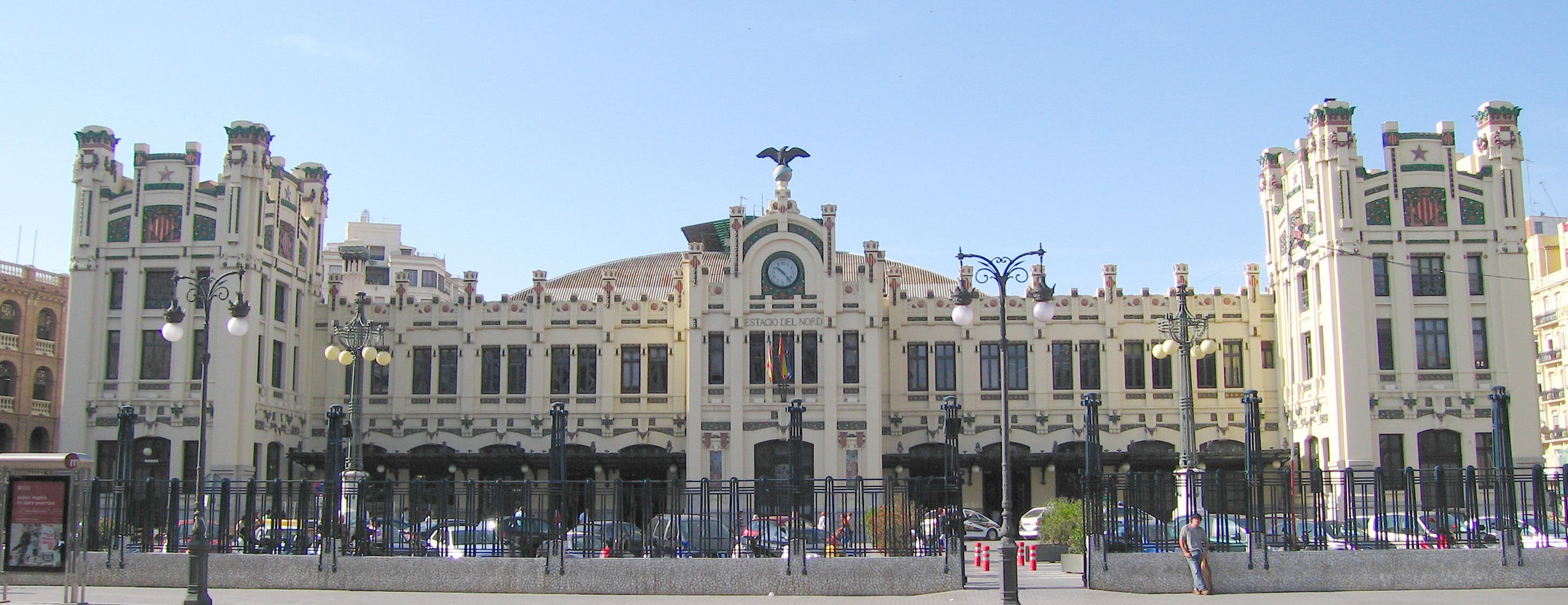
Façana de l'Estació del Nord

## Arquitectura
L'edifici, dissenyat per l'arquitecte Demetri Ribes, es relaciona amb l'estil modernista vienés anomenat Sezession, i especialment amb Otto Wagner, caracteritzat per les línies rectes en contraposició a les formes sinuoses més pròpies de l'Art Nouveau, el modernisme predominant a França, Bèlgica, Catalunya i resta de València. A la influència vienesa s'afegirien, per un costat reminiscències del gòtic perpendicular anglés junt amb alguns trets del que més tard seria el racionalisme.
L'edifici és de planta rectangular i compta amb dues zones clarament diferenciades: el gran hangar, de planta igualment rectangular i tancat amb estructura d'arcs articulats d'acer laminat, i l'edifici de viatgers pròpiament dit o vestíbul, de planta en U i pilars independents de l'estructura de l'hangar. En la seua construcció s'empraren nous materials introduïts a finals del segle xix, com ara l'estructura metàl·lica en forma de marquesina. Un altre tret típic d'aquesta estació modernista és la integració de totes les arts en una mateixa edificació: arquitectura, escultura, pintura i arts decoratives.
La façana principal està rítmicament desenvolupada segons mòduls d'un gran esquematisme formal. De predomini horitzontal, presenta tres cossos d'edificació ressaltats en forma de torrasses, situats als extrems i al centre, que avancen respecte a la línia general de la façana i que recorden la torre de la Llotja de la Seda, d'escassa alçària. Els ritmes verticals en les entrepilastres de les torrasses que no arriben a desequilibrar l'horitzontalitat general. El remat de l'edifici queda definit per aquestes entrepilastres i per pinacles terminals de perfil aparentment emmerletat.

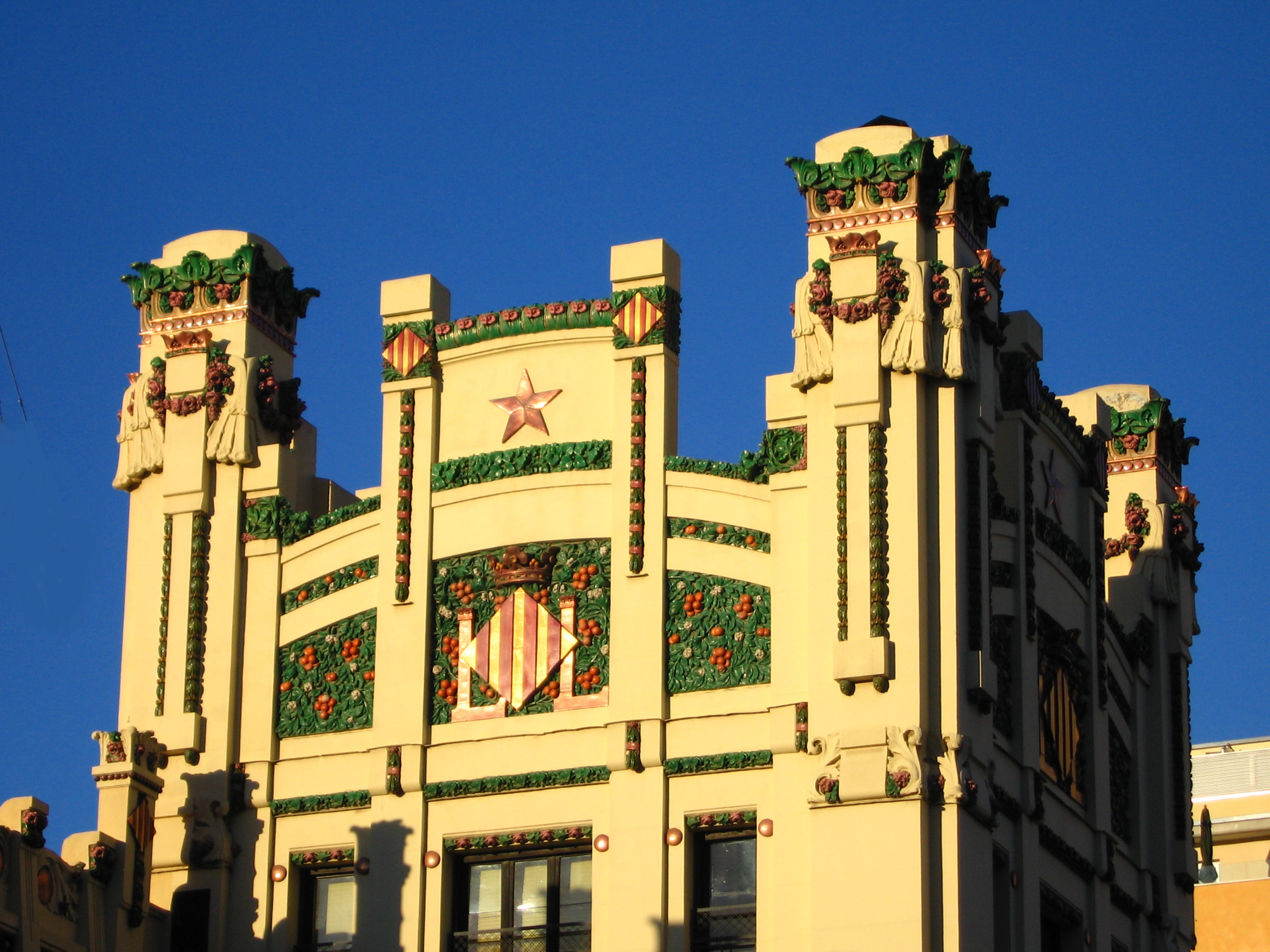
Detall de la façana de l'Estació del Nord

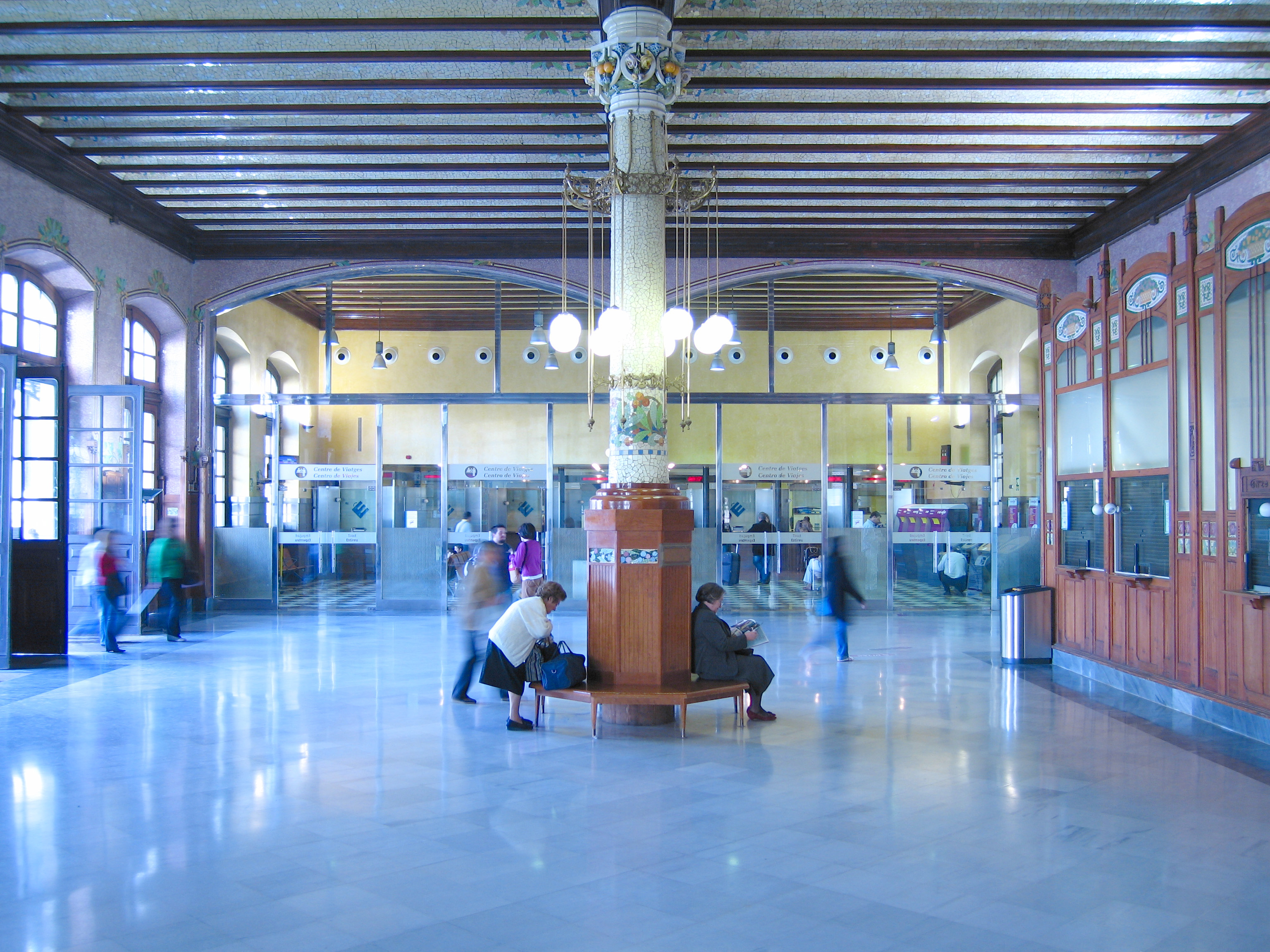
Vestíbul de l'estació

En oposició a la sobrietat estructural se superposa a la façana una profusa decoració d'elements ceràmics i temes inspirats en l'agricultura valenciana, com ara motius vegetals, taronges i flors de tarongina, i inclou les quatre barres roges sobre fons d'or de l'escut heràldic de la ciutat. Aquest fet evidencia un tret significatiu de la tensió modernista entre la modernitat i la tradició, entre allò local i allò cosmopolita. A aquests elements de clar valor simbòlic s'afig la repetició d'elements emblemàtics al·lusius a la Companyia dels Camins de Ferro del Nord d'Espanya, com ara l'estrela de cinc puntes i l'àguila, símbol de la velocitat, que remata el cos central de l'edifici. La decoració és completada en el bloc central per dos mosaics simètricament col·locats. Els mosaics són obra del valencià establit a Barcelona Lluís Brú i Salelles i es van realitzar entre 1913-1918.
A l'interior del vestíbul la planta baixa està exclusivament destinada al públic, mentre que l'entresol i primer pis es destinen a oficines. Destaca l'ornamentació de la planta baixa, amb ceràmiques vidriades, trencadís i un mosaic de Josep Mongrell, tancat per restauració des de fa més de dues dècades. La combinació de fusta, vidre i marbre fusionen calidesa, transparència i lluentor. Té una infinitat d'elements decoratius de ceràmica, fusta, metall, vidre i altres materials. Els sòcols de cada porta o finestral interior del hall estan fets de fusta i en els més alts es pot llegir el lema «Bon viatge» en distints idiomes, entre els quals no està ni el valencià ni el francés. Els seus grans finestrals presenten una rosassa en la seua part superior.
|  |  |  |  |

|  |  |  |  |

La coberta principal de l'hangar o nau central, que cobreix les vies, té forma d'arc i guies que representen les vies del tren. Així mateix, té una gran obertura longitudinal per tal que escaparen els fums de les màquines quan aquestes funcionaven a vapor.

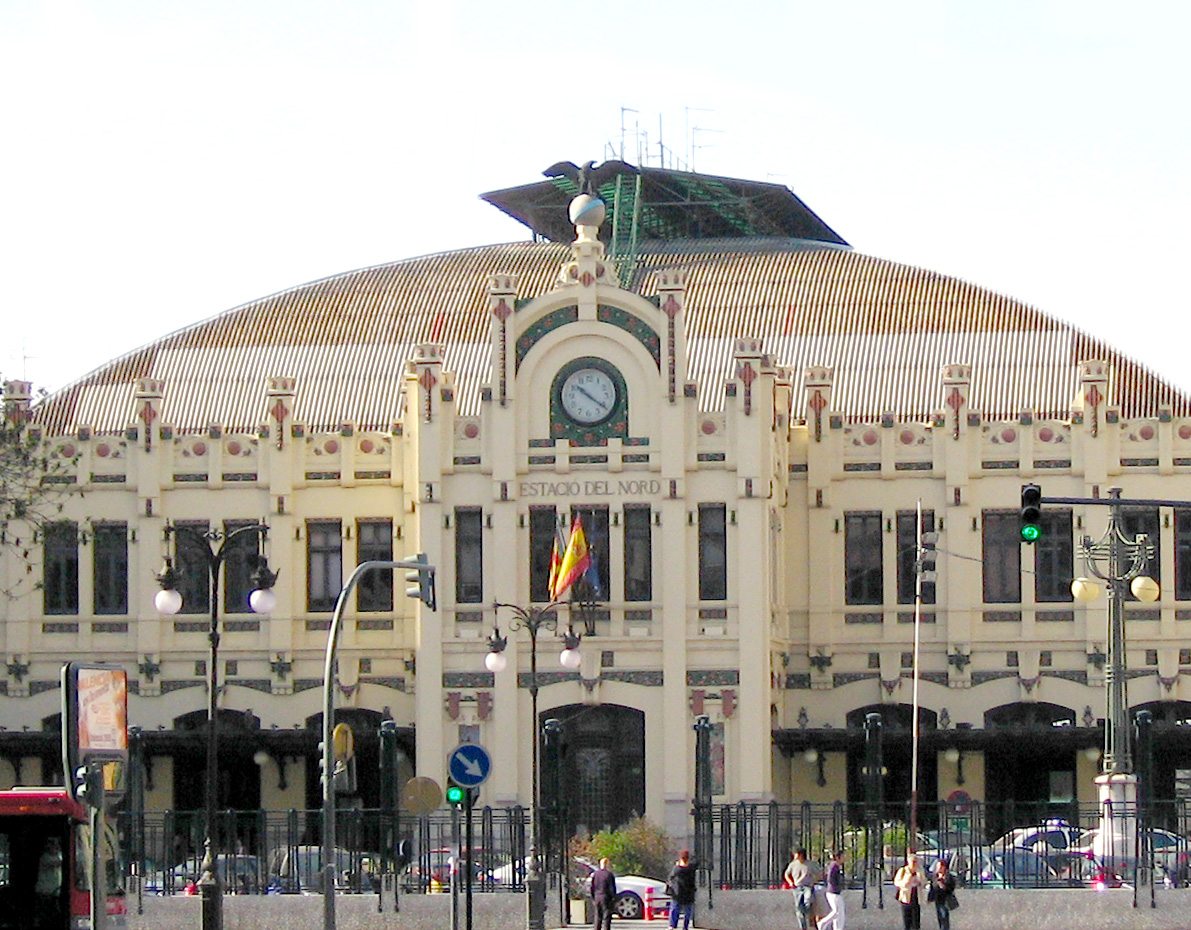
Façana i sostre de l'Estació del Nord

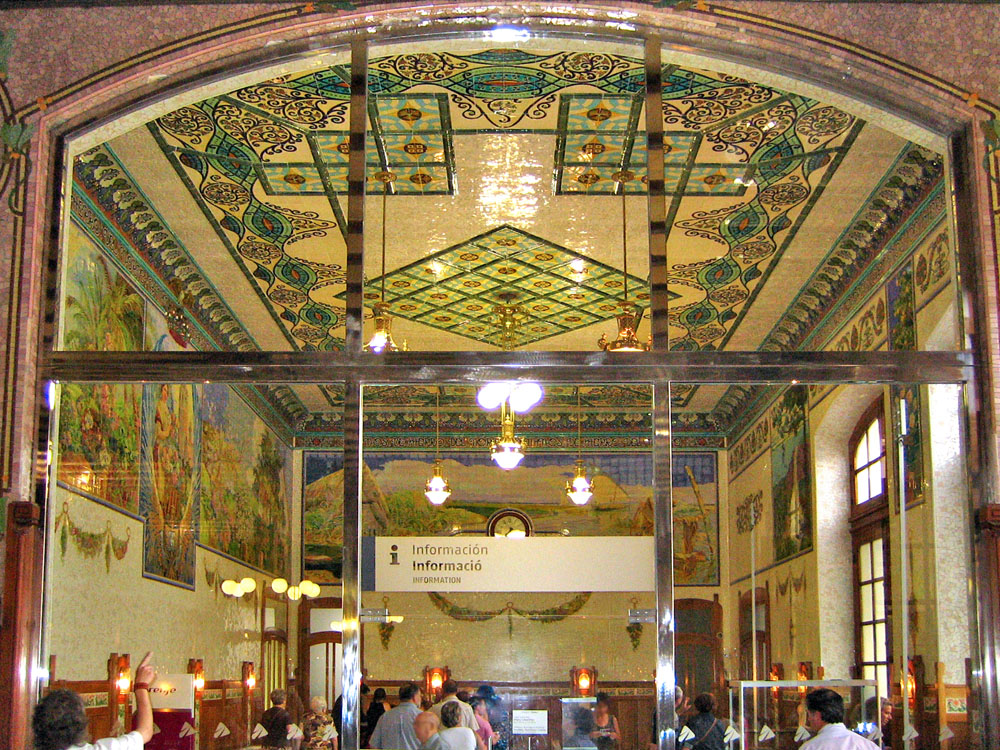
Oficina d'atenció al públic de l'Estació del Nord

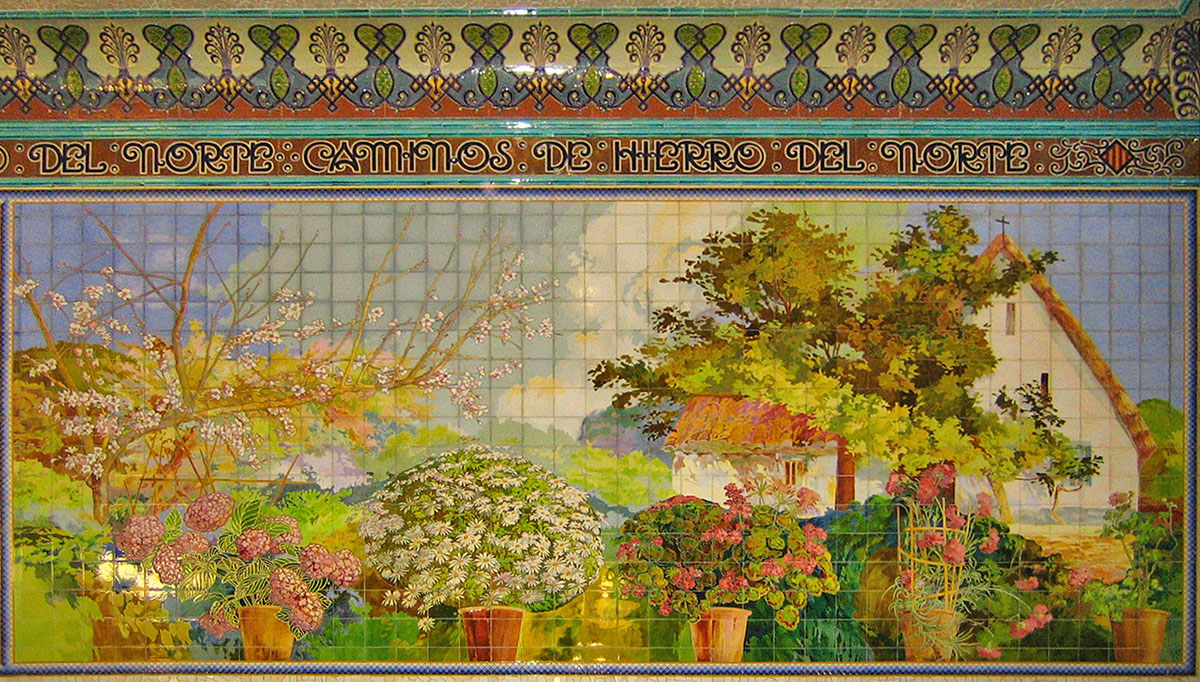
Detall de l'oficina d'atenció al públic

## Serveis de transport que atén l'Estació del Nord

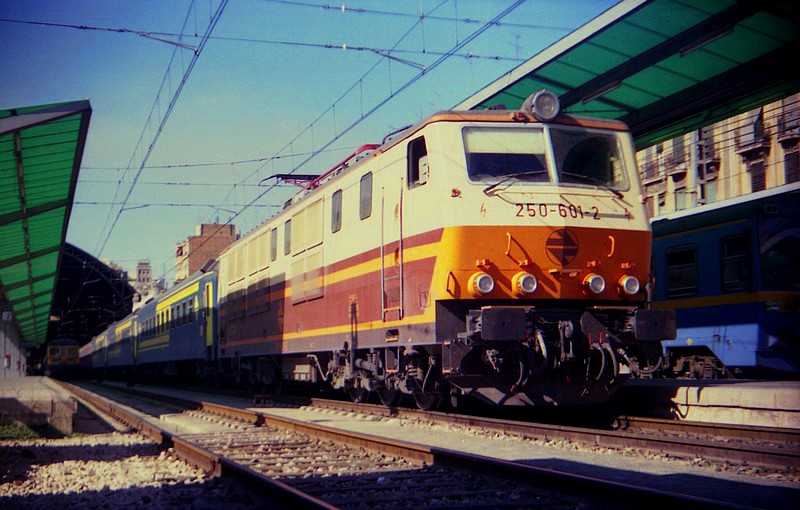
Ràpid Torre del Oro traccionat per la 250-601 estacionat en via 1 de València-Terme.

| Rodalies València de Renfe |          |       |                               |                                  |
| Procedència/Destinació     | <        | Línia | >                             | Procedència/Destinació           |
| terminal                   | terminal | C-1   | Alfafar-Benetússer            | Gandia / Platja i Grau de Gandia |
| terminal                   | terminal | C-2   | Alfafar-Benetússer            | Moixent                          |
| terminal                   | terminal | C-3   | València - Font de Sant Lluís | Utiel                            |
| terminal                   | terminal | C-5   | València - Cabanyal           | Caudiel                          |
| terminal                   | terminal | C-6   | València - Font de Sant Lluís | Castelló de la Plana             |

| Mitjana Distància de Renfe |          |       |                   |                                     |
| Procedència/Destinació     | <        | Línia | >                 | Procedència/Destinació              |
| terminal                   | terminal | 44    | Xàtiva            | Alacant Terminal Múrcia / Cartagena |
| terminal                   | terminal | 46    | Xàtiva            | Albacete Ciudad Real                |
| terminal                   | terminal | 47    | Xàtiva            | Alcoi                               |
| terminal                   | terminal | 48    | Aldaia            | Conca Madrid Atocha                 |
| terminal                   | terminal | 49    | València-Cabanyal | Saragossa Osca                      |
| terminal                   | terminal | 50    | València-Cabanyal | Tortosa Barcelona-Estació de França |

Trens de llarga distància

## Circulacions externes a l'estació
Des dels trens de rodalia, regional i de llarga distància existeix la possibilitat d'enllaçar amb diverses modalitats de transport metropolità situades ben a prop de l'estació:
Metro
Hi ha tres estacions de metro al voltant de l'estació, destacant la de Xàtiva que es troba a l'eixida principal (carrer de Xàtiva), i la de Bailén que es troba a l'eixida lateral de l'estació (carrer de Bailén). A 5 minuts passejar al sud-oest es troba l'estació de metro de Plaça Espanya. L'estació d'Alacant és una estació de tramvia subterrània que donarà servei a la nova estació Central de València. Les tres estacions donen servei a les següents línies de metro:
| << Capçalera         | < Estació | Línies | Estació >     | Capçalera >>       |
| -------------------- | --------- | ------ | ------------- | ------------------ |
| Rafelbunyol          | Colón     |        | Àngel Guimerà | Aeroport           |
| Marítim              | Colón     |        | Àngel Guimerà | Aeroport           |
| Alboraia-Peris Aragó | Colón     |        | Àngel Guimerà | Riba-Roja de Túria |

| << Capçalera | < Estació | Línia | Estació > | Capçalera >>     |
| ------------ | --------- | ----- | --------- | ---------------- |
| Marítim      | Colón     |       | Jesús     | Torrent Avinguda |

| << Capçalera | < Estació | Línia |
| ------------ | --------- | ----- |
| Natzaret     | Russafa   |       |

Autobusos
Hi ha un seguit d'autobusos municipals i metropolitans que tenen parades als carrers de Xàtiva, de Bailén o d'Alacant, que són els tres carrers que envolten l'estació de ferrocarril:
Autobusos EMT: línies L5, L6, L7, L10, L11, L14, L15, L19, L32, L35, L40, N1, N7, 63, 5B
Autobusos Metrobús (FGV) i altres: l'Aerobús, autobusos al Perelló (Albufera de València), Aldaia i el centre comercial Bonaire, i Catarroja.